# Marathowie
Marathowie (marathi मराठी माणसं maraathii maanasam lub महाराष्ट्रीय mahaaraasztriy) – grupa etniczna w zachodnich Indiach, głównie w stanie Mahahasztra, posługująca się językiem marathi, a w węższym sensie (marathi: maraathaa dźaat) – hinduiści należący do kasty wojowników i chłopów, którzy pod wodzą Śiwadźiego zrzucili jarzmo muzułmańskiego cesarza Aurangzeba z dynastii Wielkich Mogołów i stworzyli własne ogromne państwo w środkowych Indiach, tzw. Imperium Marathów. Na przełomie XVII i XVIII w. miało ono powierzchnię około 1 mln km².